# بيرداود
بيرداود وهي ناحية تقع في قضاء قوشتبة في محافظة أربيل شمال العراق.